# 돈 버지
존 도날드 ("돈" 또는 "도니") 버지(John Donald ("Don" or "Donnie") Budge, 1915년 6월 13일~2000년 1월 26일)은 미국의 테니스 선수이다. 그는 아마추어 및 프로로 활동한 기간 중 총 5년간 세계 랭킹 1위를 지켰다. 그는 4개 그랜드 슬램 대회를 한 해에 모두 우승한 최초의 인물로 유명하다. 그는 1950•60년대에 활동한 켄 로즈월과 더불어 백핸드가 매우 뛰어났던 선수로 알려져있다.

## 그랜드 슬램 단식 결승 성적

### 우승 (6)
| 연도 | 대회                | 결승 상대           | 결승 스코어             |
| 1937 | 윔블던 챔피언십     | Gottfried von Cramm | 6–3, 6–4, 6–2           |
| 1937 | U.S. 챔피언십       | Gottfried von Cramm | 6–1, 7–9, 6–1, 3–6, 6–1 |
| 1938 | 호주 챔피언십       | John Bromwich       | 6–4, 6–2, 6–1           |
| 1938 | 프랑스 챔피언십     | Roderik Menzel      | 6–3, 6–2, 6–4           |
| 1938 | 윔블던 챔피언십 (2) | Bunny Austin        | 6–1, 6–0, 6–3           |
| 1938 | U.S. 챔피언십 (2)   | Gene Mako           | 6–3, 6–8, 6–2, 6–1      |

### 준우승 (1)
| 연도 | 대회          | 결승 상대  | 결승 스코어              |
| 1936 | U.S. 챔피언십 | Fred Perry | 2–6, 6–2, 8–6, 1–6, 10–8 |